# Maison du commandant de Tallinn
Le maison du commandant (estonien : Tallinna komandandimaja) ou maison du commandant de Toompea (estonien : Toompea komandandi maja) est un bâtiment construit sur la colline de Toompea à Tallinn en Estonie.

## Présentation
La maison du commandant est un bâtiment de style baroque.
Le bâtiment abrite le Service électoral d'État de la république d'Estonie, la Commission électorale de la République et le Comité de contrôle du financement des partis politiques

## Histoire
Le bâtiment a été construit en 1690 à l'entrée principale du château de Toompea, peu avant le début de la guerre du Nord. Le roi de Suéde Charles XII et l'empereur russe Pierre Ier l'ont visité.
Le bâtiment fut construit comme résidence du commandant en chef de Tallinn.
La propriété a probablement été acquise dans les années 1660 par Jakob Staël von Holstein, commandant de l'artillerie d'Estonie, de Livonie et d'Ingrie et quartier-maître général, dont les fonctions comprenaient la construction de fortifications.
À partir de 1673, il fut nommé conseiller du comté d'Estonie et, le 15 septembre de la même année, il fut nommé administrateur adjoint de la Suède à Tallinn. L'emplacement du bâtiment est indiqué sur le plan de la ville de Tallinn de 1686, ainsi que la porte du rempart de Toompea récemment achevée. En 1693, les héritiers de von Holstein vendirent la maison inachevée à l'État suédois. Le bâtiment a été acheté comme résidence du commandant de la ville de Tallinn.
Après la conquête de Tallinn en 1710 par les troupes du tsar Pierre Ier, le bâtiment abritait le commandant des troupes russes à Tallinn. Le résident le plus célèbre de la maison a été le protégé de Pierre Ier, Abraham Hannibal, l'arrière-grand-père maternel d'Alexandre Pouchkine, qui fut commandant de Tallinn de 1742 à 1752.
Dans les années 1864-1938, le bâtiment et la propriété appartenaient à la paroisse Charles de Tallinn. Pendant la période de la RSS d'Estonie, la direction des statistiques de la RSS d'Estonie était installée  dans le bâtiment.
Après la restauration de l'indépendance de l'Estonie, la ligue de défense estonienne et le Conseil des gardes-frontières étaient situés dans le bâtiment.
Le 9 juillet 1991, une explosion s'est produite dans la maison du commandant de Toompea, où se trouvaient le quartier général de la Garde nationale estonienne et du Conseil national des gardes-frontières estoniens ainsi que le quartier général des gardes-frontières.
La bombe a explosé à 22 heures, lorsque le drapeau national bleu-noir-blanc a été abaissé dans la tour Pikk Hermann.

## Architecture
Le bâtiment a été construit dans un style architectural de transition allant du baroque tardif au début du classicisme. Selon l'hypothèse de l'historien de l'architecture estonien Ants Hein, il est probable que sa conception originale ait été élaborée par le militaire et architecte suédois Jacob Stähl von Holstein.
En 1785, les façades de la maison étaient couvertes de stuc dans le style rococo, peut-être basé sur les plans de Johann Schulz, et une aile supplémentaire fut construite vers la cour.
À la suite de plusieurs rénovations, la cheminée centrale, le haut toit mansardé et le balcon sous la fenêtre centrale qui ornait le mur longitudinal ont été détruits.
La maison appartient au registre national des monuments culturels en tant que monument architectural.
En 2009, le bâtiment a été entièrement restauré selon le projet de Raul Vaiksoo.

## Galerie

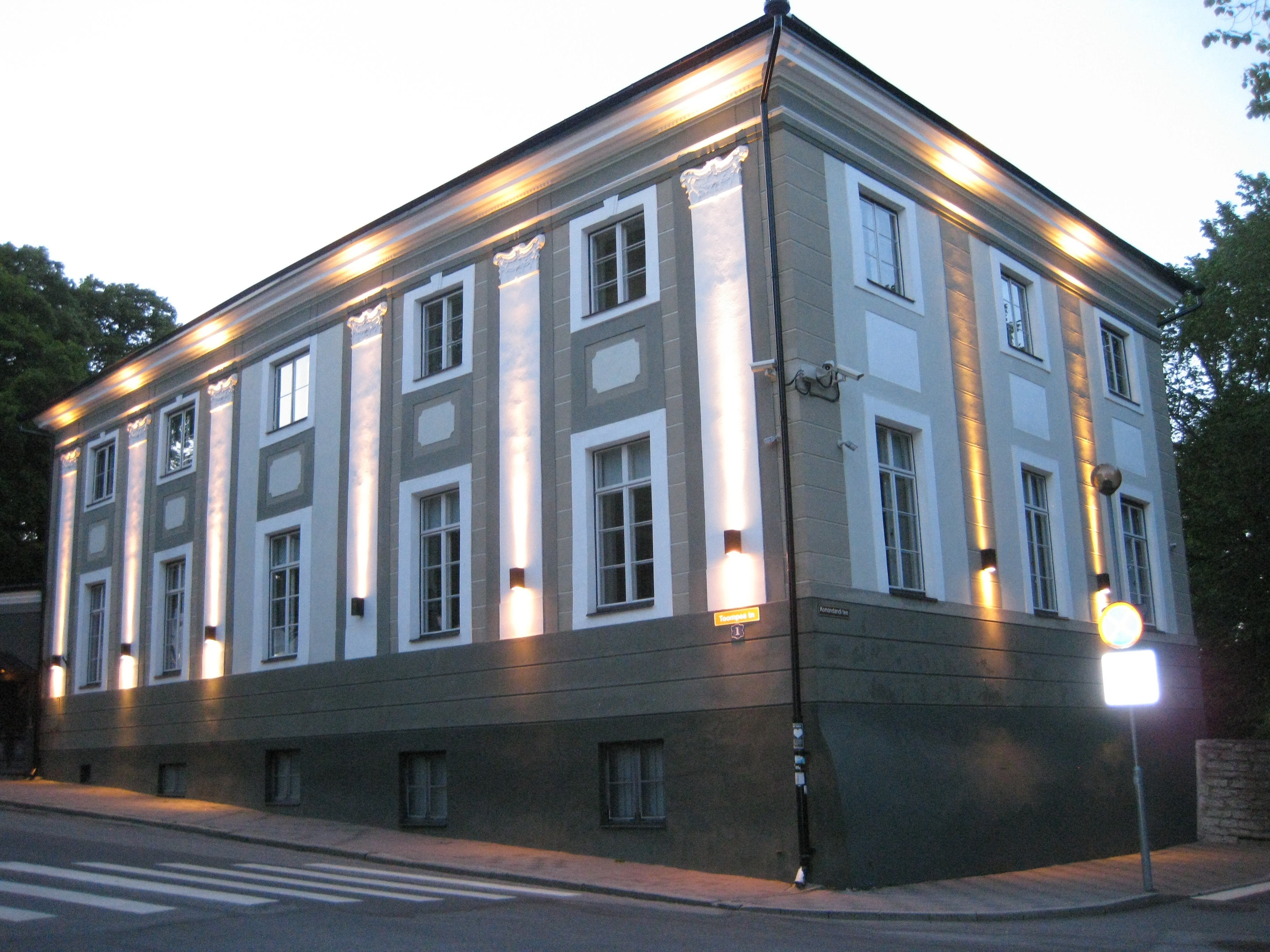
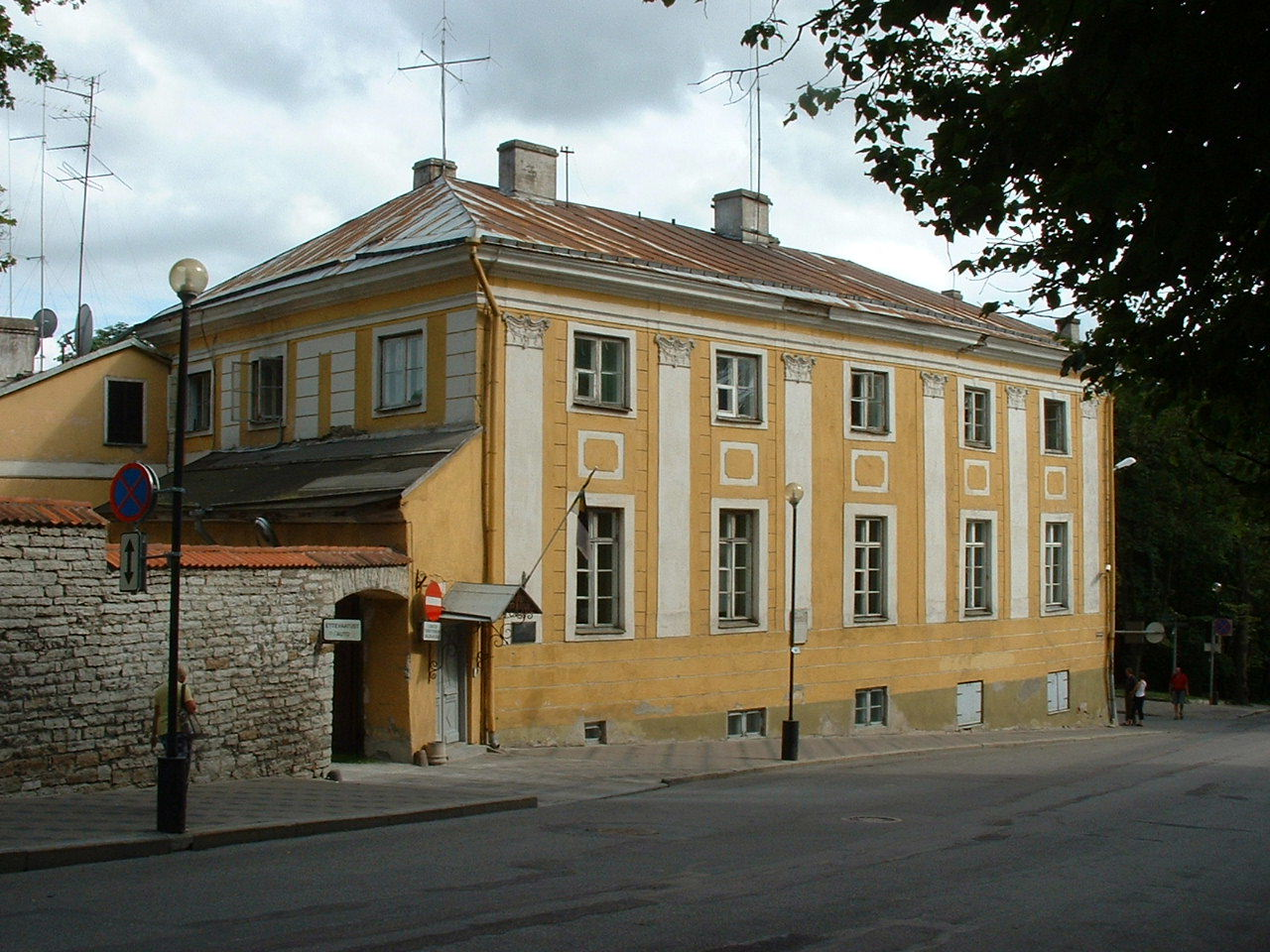
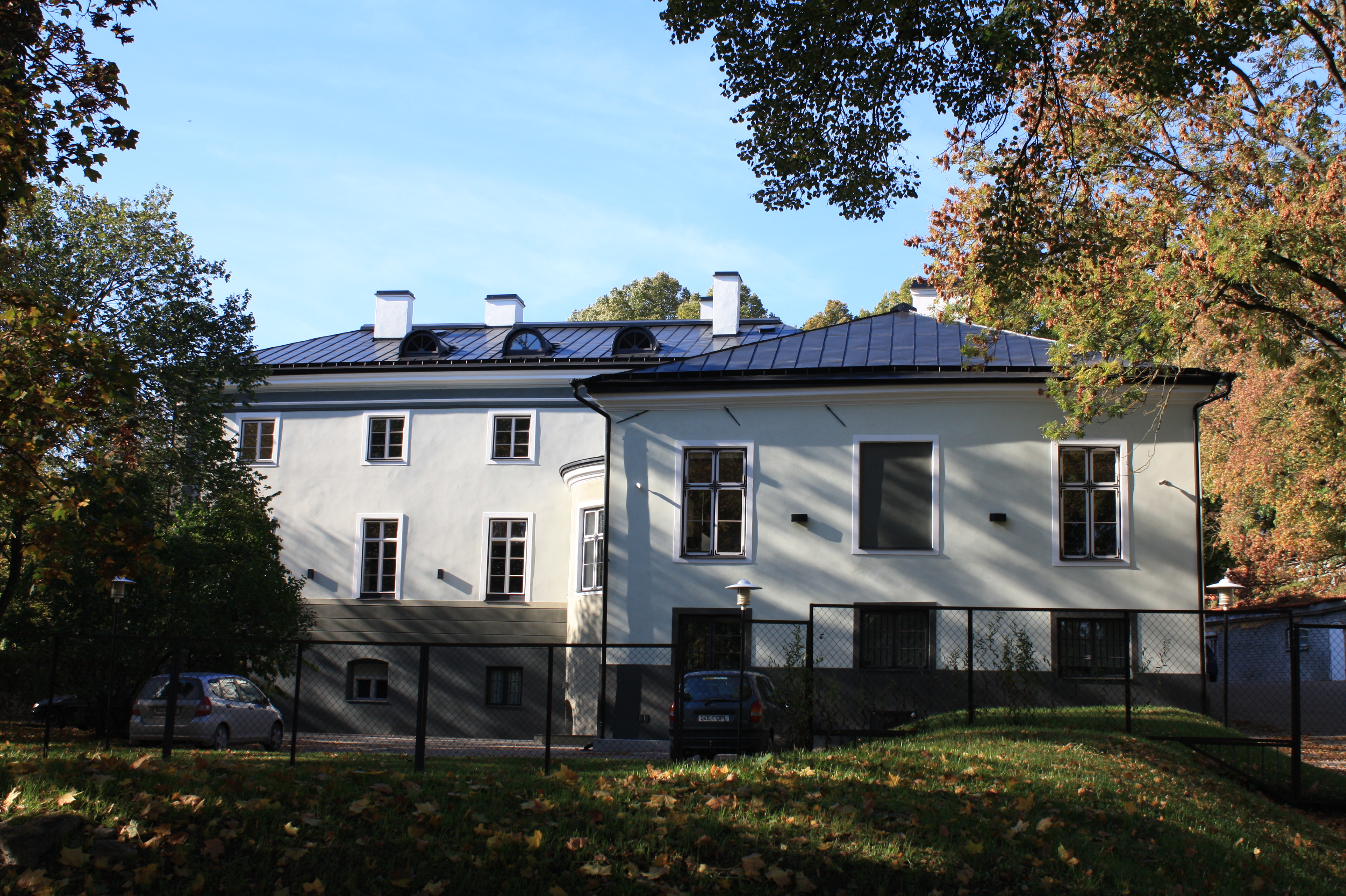